# مریون (کارولینای جنوبی)
مریون(به انگلیسی: Marion) شهری در ایالت کارولینای جنوبی کشور ایالات متحده آمریکا است که جمعیت آن در سرشماری سال ۲۰۱۰ میلادی، ۶٬۹۳۹ نفر بوده‌است.